# Charles Houvenaghel
Charles Houvenaghel, geboren als Karel Houvenaghel (Nieuwpoort, 4 augustus 1878 – Parijs, 15 februari 1966) was een Belgisch akoesticus wiens werk gericht was op het verbeteren van blaasinstrumenten met behulp van wetenschappelijke methoden.
Hij werd in zijn tijd erkend als de grootste akoesticus sinds Adolphe Sax.
In 1931 vond hij het 'Rationeel Integraal' systeem uit voor saxofoon, een bewerking van het Böhm-systeem.
Hij is begraven op het cimetière de Belleville.